# 张静庐
张静庐（1898年—1969年），原名张继良，曾用名吴齐仁，笔名老卒、静庐等，男，浙江镇海人，中国编辑出版家，曾任上海联合书店经理。